# Sewerjanen

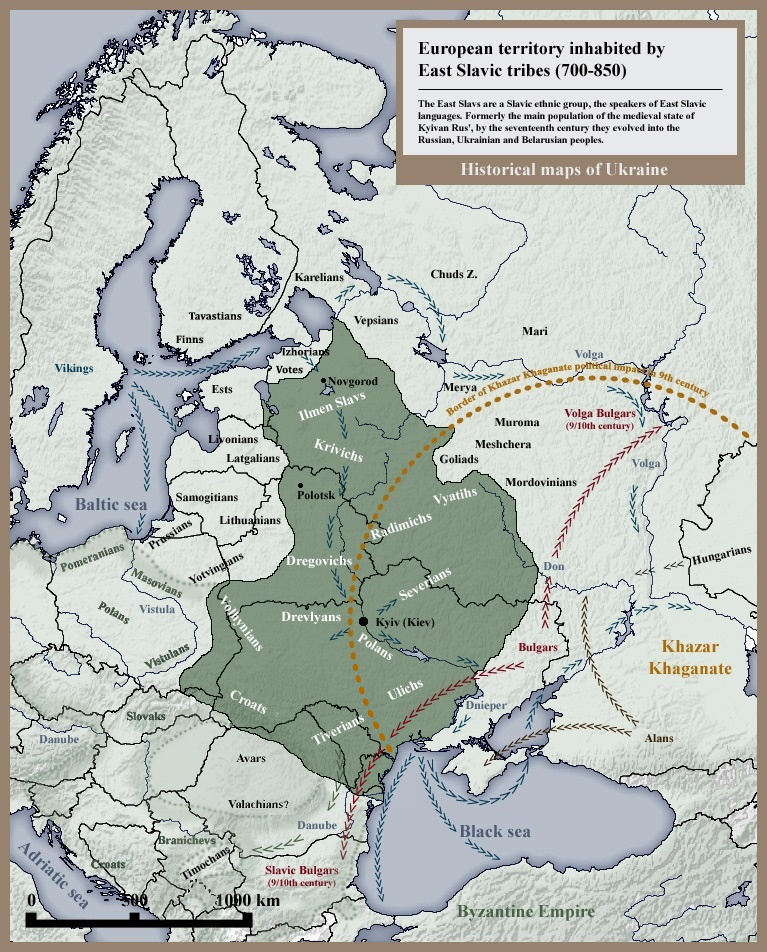
Siedlungsgebiet ostslawischer Stämme im 8. und 9. Jahrhundert mit den Sewerjanen im Zentrum des markierten Areals in der Umgebung des heutigen Kiew

Die Sewerjanen (ukrainisch Сіверяни Siwerjanyj; russisch Северяне Sewerjane) waren im Frühmittelalter ein ostslawischer Stamm, der entlang der Flüsse Desna, Sejm und Sula siedelte. Nach ihnen wird das historische Gebiet Sewerien benannt.

## Etymologie
Über die Herkunft des Namens wird kontrovers diskutiert. Der Vorstellung, der Name gehe auf das slawische Wort für „Norden“ (sěver) zurück, wird entgegengehalten, dass dieser Slawenstamm niemals im Norden der von Slawen besiedelten Areale lebte. Eine andere Erklärung führt die Bezeichnung auf das persische Wort für „schwarz“ (seu) zurück. Der iranische Einfluss auf die Sewerjaner wird verschiedentlich hervorgehoben.

## Geschichte
Als politische Einheit bestand das Reich der Sewerjanen in der Zeit vom 8. bis zum 11. Jahrhundert. Gegenüber den Chasaren waren sie im 8. und 9. Jahrhundert tributpflichtig, wurden zum Ende des 9. Jahrhunderts von Oleg von Kiew in das Kiewer Reich eingegliedert und nahmen an dessen Kriegszug gegen Konstantinopel im Jahre 907 teil. Schließlich wurden sie Teil des Fürstentums Tschernigow, von dem sich 1097 das Fürstentum Sewerien mit den Städten Kursk und Putywl abspaltete, das ebenfalls als Siedlungsgebiet der Sewerjanen galt.
Die Sewerjanen werden im 9. Jahrhundert in der Geographus Bavarus, von Konstantin VII, von dem chasarischen Chagan Joseph (um 960) und in der Nestorchronik, letztmals dann im Jahre 1024, erwähnt (nach  Angaben von Wolfgang Steinitz noch 1183).

## Siedlungen
Bedeutende Ansiedlungen der Sewerjanen lagen auf dem Gebiet der heutigen Orte Tschernihiw, Kursk und Nowhorod-Siwerskyj. Bei archäologischen Grabungen wurden zahlreiche ländliche Siedlungen aus der Zeit des 8. bis 10. Jahrhunderts mit Lehmhütten sowie Grabhügel der Sewerjanen gefunden. Der Stamm betrieb Ackerbau und Viehzucht und brachte verschiedene Handwerke hervor.